# Arturs Maskats
Arturs Maskats (n. 20 decembrie 1957, Valmiera⁠(d), Republica Sovietică Socialistă Letonă, URSS) este un compozitor leton de muzică cultă⁠(d), cvadruplu laureat al Marelui Premiu pentru Muzică al Letoniei⁠(d).

## Biografie
Arturs Maskats s-a născut la sfârșitul anului 1957 în orașul Valmiera⁠(d). A studiat teoria muzicii la Școala de Muzică „Jāzeps Mediņš”⁠(d) din Riga (ale cărei cursuri le-a absolvit în 1977). Marija Mediņa, care a predat la această școală, a avut o influență puternică asupra formării componistice a lui Maskats. În 1982 el a absolvit secția de compoziție a Conservatorul de Stat din Letonia⁠(d), avându-l ca profesor pe Valentīns Utkins. În timp ce studia la Conservator, Maskats a devenit câștigătorul Festivalului Unional al Tinerilor Compozitori (Erevan, 1981).
În perioada 1982–1997 Maskats a fost director muzical al Teatrului Dailes⁠(d) (fostul Teatrul Academic „Jānis Rainis”). În acești ani, el a scris muzică pentru aproape o sută de producții teatrale, dintre care cel mai faimos a fost spectacolul inspirat din poemul Mūžības skartie („Atins de eternitate”) al lui Aleksandrs Čaks. Poetul Jānis Peters⁠(d) a numit această creație „curățarea epocii”. Din 1993 până în 1996 Maskats a fost președintele Consiliului de Conducere al Uniunii Compozitorilor din Letonia. În 1996 a preluat funcția de director artistic al Operei Naționale Letone⁠(d), unde a rămas până în 2013. În acel an i s-a oferit ocazia de a deveni președinte al consiliului de administrație al Operei Naționale Letone în locul lui Andrejs Žagars⁠(d), care a ocupat anterior această funcție, dar a respins această ofertă, părăsind în cele din urmă opera.

## Compoziții
În perioada în care Maskats a lucrat la Opera Națională Letonă, patru dintre compozițiile sale au fost reprezentate pe scena acesteia: baletele Bīstamie sakari („Legături primejdioase”) și 4 pasaules. 4 stihijas („Patru lumi. Patru elemente”) și compoziții coregrafice inspirate din creațiile sale simfonice Concerto grosso și Tango pentru o orchestră simfonică (denumită pe scenă Ad Libitum). După ce și-a încheiat activitatea de director artistic al Operei Naționale Letone, a fost reprezentată pe scena operei creația Valentina, inspirată de evenimentele reale trăite de evreica letonă Valentīna Freimane⁠(d) – prima operă din cariera creativă a compozitorului.
Printre alte compoziții notabile ale lui Maskats se mai află:
- Concert pentru violoncel (1992)
- Lacrimosa pentru cor, orgă și orchestră de coarde (1995)
- Salve Regina pentru mezzosoprană, violoncel și orchestră de coarde (1996)
- Trei poeme de Paul Verlaine pentru grup vocal, oboi și violoncel (1996)
- Misă pentru soprană, cor mixt și orchestră
- Simfonie pentru mezzosoprană, cor și orchestră (2000)

Maskats a compus, de asemenea, peste 30 de creații muzicale pentru cor. Compozițiile sale arată influența principalului compozitor leton Pēteris Vasks⁠(d), pe care îl admira, precum și a maeștrilor romantismului târziu. Activitatea lui Maskats se distinge prin organizarea instrumentală exemplară și prin utilizarea abil a mijloacelor expresive, în special din lumea muzicii de dans latino.
Creația muzicală a lui Arturs Maskats a fost distinsă de patru ori cu Marele Premiu pentru Muzică Letonă⁠(d) (în 1996, 2001, 2002 și 2011). Tango-ul său pentru orchestră simfonică a fost interpretat în finala celui de-al III-lea concurs internațional de compoziție simfonică de la Londra și a beneficiat de recenzii călduroase din partea criticilor locali, la fel ca majoritatea celorlalte compoziții finaliste.